# Roussette de Savoie

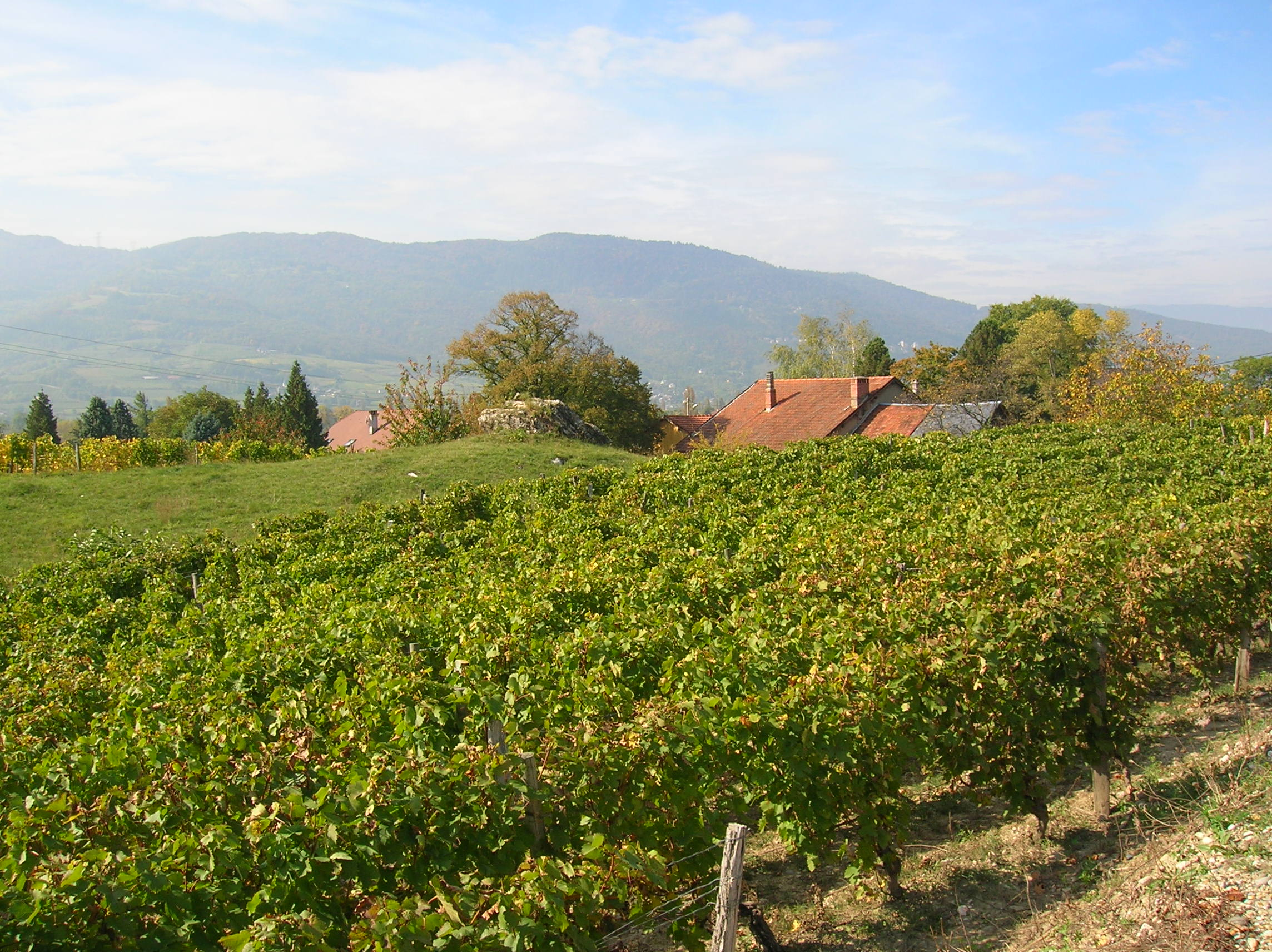
Weinberg bei Myans.

Die Herkunftsbezeichnung Roussette de Savoie bezeichnet einen Weißwein der Weinbauregion Savoie. Den Namen erhielt die Herkunftsbezeichnung von der Rebsorte Altesse, die im Savoie Roussette genannt wird. Die zugelassenen Rebflächen verteilen sich auf die Gemeinden Apremont, Arbin, Barby, Billième, Le Bourget-du-Lac, Brison-Saint-Innocent, Challes-les-Eaux, Chignin, Chindrieux, Cruet, Francin, Fréterive, Jongieux, Lucey, Les Marches, Montmélian, Motz, Myans, Ruffieux, Saint-Alban-Leysse, Saint-Baldoph, Saint-Germain-la-Chambotte, Saint-Jeoire-Prieuré, Saint-Jean-de-la-Porte, Saint-Jean-de-Chevelu, Saint-Pierre-d’Albigny, Serrières-en-Chautagne und Yenne (alle im Département Savoie) sowie Ayse, Bassy, Bonneville, Challonges, Chaumont, Chessenaz, Clarafond-Arcine, Desingy, Frangy, Franclens, Marignier, Marin, Massongy, Musièges, Publier, Sciez, Thonon-les-Bains, Usinens, Vanzy und Ville-la-Grand (alle im Département Haute-Savoie). Damit ist die Definition des Anbaugebiets fast deckungsgleich mit dem der Appellation Vin de Savoie.
Neben dem einfachen Roussette de Savoie wurden 4 Crus mit strengeren Vorschriften anerkannt:
- Roussette de Savoie Marestel: dieser Cru gilt nur für Weine aus den Gemeinden Jongieux und Lucey.
- Roussette de Savoie Frangy: Chaumont, Desingy und Frangy
- Roussette de Savoie Monterminod: Saint-Alban-Leysse.
- Roussette de Savoie Monthoux: Saint-Jean-de-Chevelu.

Seit dem 4. September 1973 verfügt die Appellation über den Status einer Appellation d’Origine Contrôlée (kurz AOC).
Die Weinberge liegen auf einer mittleren Höhe von ca. 250 – 560 m ü. NN in Hanglagen der Ausläufer der Savoyer Alpen. Durch eine südliche Ausrichtung der Hänge sind die Rebflächen gegen die kalten Nordwinde geschützt. Während der Nacht fällt kühle Luft aus den Höhen herab und sorgt für eine dem Weinbau zuträgliche ausreichend hohe Temperaturdifferenz zwischen Tag und Nacht.

## Rebsorten
Generell sind die Erträge auf 59 Hektoliter/Hektar beschränkt. Strengere Vorschriften gelten für die Crus Frangy, Marestel, Monterminod und Monthoux; hier liegt die Beschränkung bei 53 Hektoliter / Hektar. In seiner ursprünglichen Fassung lag die Beschränkung sogar bei nur 32 hl/ha und entsprach dabei eher den Randbedingungen zur Erzeugung hoher Qualität. Heutzutage ist aufgrund des Erfolgs des Weines eine Tendenz zu hohen Erträgen am oberen Grenzwert des Erlaubten zu beobachten.
Der Weißwein wird seit dem Jahrgang 2000 ausschließlich aus der Rebsorte Altesse gekeltert. Zuvor war noch eine Beimischung von Chardonnay bis max. 10 % erlaubt. Die strohgelben Weine sind fruchtiger Natur mit einem Aroma von Veilchen sowie spürbaren Noten von Honig, Mandel oder Haselnuss.
Vor der Vergärung muss der natürliche Mindest-Zuckergehalt des Mosts 153 g/l betragen, was einem Alkoholgehalt von 10 Volumenprozent im Wein entspricht (→ Mostgewicht). Für die 4 Crus belaufen sich die entsprechenden Werte auf 162 g/l und 10,5 Vol.-% Alkohol. Falls in schlechten Jahren einer Chaptalisation zugestimmt wird, darf der Alkoholgehalt des fertig vergorenen Weines nicht 13 Vol.-% übersteigen. 
Die Pflanzdichte liegt bei mindestens 5000 Rebstöcken/Hektar.